# Адам Александер Стадницький

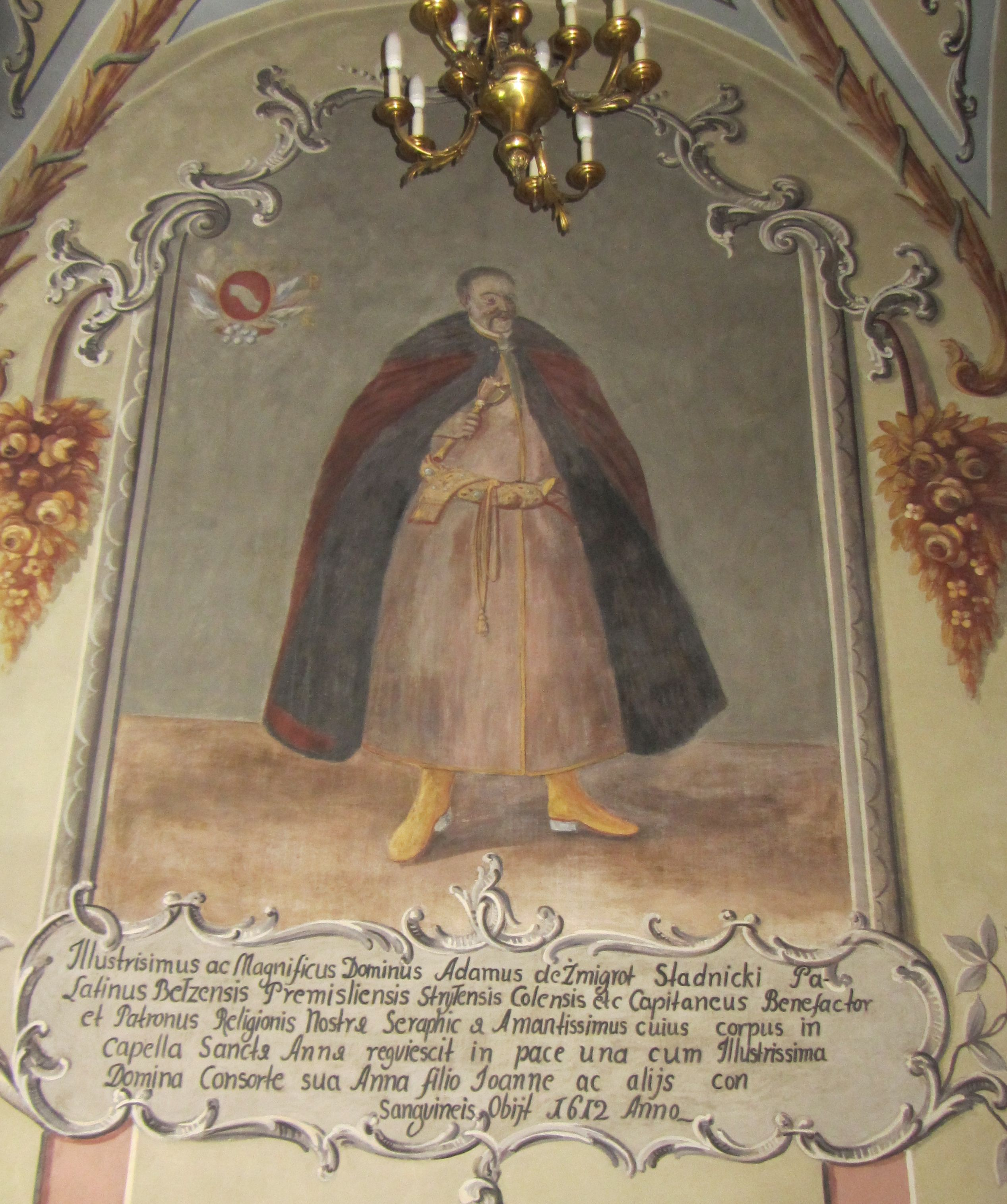

Адам Александер Стадницький гербу Шренява (? — 1615) — шляхтич, військовий та урядник Речі Посполитої. Представник роду Стадницьких.

## Життєпис
Син сандецького каштеляна Станіслава зі Жмиґроду Стадницького та його дружини Барбари (Варвари) Коритко. Мав брата Станіслава — перемиського каштеляна, маршалка коронного трибуналу 1608 р. Уряди (посади): перемиський, стрийський, кольський староста.
Під час війни з московитами поранений двома кулями під Псковом. Був у складі почту короля Сігізмунда ІІІ Вази під час візиту до Швеції, під час якої було чимало небезпек та пасток. Мав деякі суперечки з домом Гербуртів, що вилилось у феодальні військові сутички між ними. Домова війна призупинилась близько 1607 року зі смертю когось із Гербуртів. Ночуючи в замку в Перемишлі (тоді мав посаду каліського каштеляна), А. А. Стадницький дізнався про напад на замок або сестринця загиблого, або Яна Фелікса Гербурта. Не мав досить людей для повноцінної оборони, тому почав молитися, звертатись до своїх патронів (звертався до них за допомогою часто і раніше). Йому з'явився святий РКЦ Ігнатій Лойола, який сказав, що і він раніше був лицарем, чому А. А. Стадницький нічого не просить? Прийшовши до тями, сказав, що надалі буде просити його опіки. Потім заснув, уві сні побачив Пречисту Діву, яка плащем накрила замок. Після сну зміг дати збройну відсіч, почав переслідувати нападників, піймав їхнього командира.
У 1608 році разом зі своїми жовнірами стояв на площі перед церквою святого Юра у Львові, облягав місто через звинувачення, висунуті його брату Станіславові «Дияволу», значно знищив передмістя. Сейм 1611 р. призначив комісаром для владнання прикордонної суперечки з Угорщиною. 
У Перемишлі був його надгробок.

### Сім'я
Був одружений з донькою познаньського воєводи Героніма Ґостомського Анною. Діти:
- Миколай Геронім — придворний Сигізмунда ІІІ Вази, помер 1620 р. у віці 24-х років
- Ян Казімеж — військовик (брав участь у битвах проти татар, зокрема, під Бурштином 1629 р.), помер 1645 р. (напевно, в Перемишлі); зять Валентія Олександра Калиновського, дружина — Ізабеля.